# Hans von Seißer
Hans von Seißer (eigenlijk Johann) (Würzburg, 9 december 1874 - München, 14 april 1973) was een Duitse Oberst (kolonel) en ridder. Hij was de commandant van de Bayerische Staatliche Polizei, die in 1923 betrokken raakte bij de Bierkellerputsch.

## Familie
Hans Seißer was de zoon van de bankier en koninklijke Beierse handelsrechter Ludwig-Barbarossa Seißer en zijn echtgenote Fanny Wagenhäuser. De familie had sinds 1773 een textielhandel M.& Ph. Seisser) en een bank „Bankhaus Louis Seisser“ te Falkenhaus in Würzburg. Zijn zuster Anna Seißers huwde in 1890 met generaal-majoor en ridder Julius von Braun. De oom van Hans Seißer, Andreas von Seißer  was voorzitter van de Beierse Staatsbank.
Na opleiding aan het Bayerisches Kadettenkorps 1893 ging Hans Seißer als vaandrig bij het  Königlich Bayerisches Feldartillerie-Regiment „Horn“ Nr. 2. Seißer huwde in 1903 met Walburga (Wally) Leube, dochter van de patholoog en internist Prof. Dr. Wilhelm von Leube. Ze kregen een zoon Hans-Ulrich en een dochter.

## Eerste Wereldoorlog
Bij uitbraak van de Eerste Wereldoorlog had hij de rang van majoor. Op 26 september 1914 ontving hij de Militaire Max Joseph-Orde en werd hij voor zijn moed bij bevechten rond Bapaume in de adelstand verheven als Ridder von Seißer. Op 16 september 1920 zwaaide hij als luitenant-kolonel af uit het Beiers leger. Op 1 oktober 1920 ging hij bij de Bayerische Landespolizei.

## Bierkellerputsch
Samen met Gustav von Kahr en Otto von Lossow werd hij door Adolf Hitler op 8 november 1923 verplicht tot deelname aan de Bierkellerputsch. Hitler was die dag met gewapende leden van de Deutscher Kampfbund binnengedrongen in de Bürgerbräukeller aan de Gasteig waar de drie vergaderden. Hitler duwde de drie mannen in een nevenlokaal en riep: “Ik heb vier kogels in mijn pistool: drie voor jullie en een voor mezelf.” Later kwam Erich Ludendorff er ook bij.
Seißer zou in de nieuwe Beierse regering van Hitler minister van Politie worden. Nog die zelfde nacht gingen Lossow en Seißer naar de Stadtkommandantur München en herriepen hun toezegging aan Hitler, omdat die onder dwang was afgelegd. Seißer liet de politie het centrum van de stad afgrendelen tegen de oprukkende Sturmabteilung. De volgende dag eindigde de putsch op de Odeonsplatz voor de Feldherrnhalle met een vuurgevecht waarbij 16 putschisten en 4 politiemannen omkwamen.

## Latere jaren
Seißer ging op 31 januari 1930 met pensioen. Nadat de nationaalsocialisten aan de macht gekomen waren, werd hij een tijd in concentratiekamp Dachau opgesloten. Van mei tot augustus 1945 stelde de Amerikaanse bezettingsmacht hem tijdelijk opnieuw aan als hoofd van de politie van München.

## Carriere
- Oberst: 1922[3] - 1930[5]
- Oberstleutnant: 1920[5]
- Major: 1914[5]
- Hauptmann: 1909[3]
- Oberleutnant: 1903[3]
- Leutnant:
- Fähnrich: 1893[5]

## Onderscheidingen
- Militaire Max Joseph-Orde op 26 september 1914[5]